# Mikael Renberg
Mikael Renberg (5. května 1972, Piteå, Švédsko) je bývalý švédský hokejový útočník.

## Hráčská kariéra
Draftován byl v roce 1990 jako 2. volba týmu Philadelphia Flyers a celkově jako 40.
Celkem si připsal v základní části v 661 zápasech 464 bodů za 190 gólů a 274 asistencí. V play off zaznamenal v 67 zápasech 38 bodů za 16 gólů a 22 asistencí.
Spolu s Ericem Lindrosem a Johnem LeClairem byl členem slavného útoku Flyers, kterému se přezdívalo Legie zkázy.

## Ocenění a úspěchy
- 1993 MS – All-Star Tým
- 1994 NHL – All-Rookie Team
- 1994 NHL – Nejlepší střelec mezi nováčcích
- 1994 NHL – Nejproduktivnější nováček
- 1994 Pelle Lindbergh Memorial Trophy (Philadelphia Flyers)
- 1995 SEL – All-Star Tým
- 1995 Viking Award
- 2001 SEL – All-Star Tým
- 2001 SEL – Zlatý puk

## Prvenství
- Debut v NHL – 5. října 1993 (Philadelphia Flyers proti Pittsburgh Penguins)
- První asistence v NHL – 5. října 1993 (Philadelphia Flyers proti Pittsburgh Penguins)
- První gól v NHL – 12. října 1993 (Philadelphia Flyers proti Buffalo Sabres, kanadskému brankáři Grant Fuhr)
- První hattrick v NHL – 15. února 1994 (San Jose Sharks proti Philadelphia Flyers)

## Klubová statistika
| Sezóna       | Klub                | Soutěž       |     | Základní část | Základní část | Základní část | Základní část | Základní část |    | Play off | Play off | Play off | Play off | Play off |
| Sezóna       | Klub                | Soutěž       | Z   | G             | A             | B             | TM            | Z             | G  | A        | B        | TM       |          |          |
| 1988–89      | Piteå HC            | Hockeyettan  | 12  | 6             | 3             | 9             | —             | —             | —  | —        | —        | —        |          |          |
| 1989–90      | Piteå HC            | Hockeyettan  | 29  | 15            | 19            | 34            | —             | —             | —  | —        | —        | —        |          |          |
| 1989–90      | Luleå HF            | SEL          | 2   | 1             | 0             | 1             | 0             | —             | —  | —        | —        | —        |          |          |
| 1990–91      | Luleå HF            | SEL          | 29  | 11            | 6             | 17            | 12            | 5             | 1  | 1        | 2        | 4        |          |          |
| 1991–92      | Luleå HF            | SEL          | 38  | 8             | 15            | 23            | 20            | 2             | 0  | 0        | 0        | 0        |          |          |
| 1992–93      | Luleå HF            | SEL          | 39  | 19            | 13            | 32            | 61            | 11            | 4  | 4        | 8        | 4        |          |          |
| 1993–94      | Philadelphia Flyers | NHL          | 83  | 38            | 44            | 82            | 36            | —             | —  | —        | —        | —        |          |          |
| 1994–95      | Luleå HF            | SEL          | 10  | 9             | 4             | 13            | 16            | —             | —  | —        | —        | —        |          |          |
| 1994–95      | Philadelphia Flyers | NHL          | 47  | 26            | 31            | 57            | 20            | 15            | 6  | 7        | 13       | 6        |          |          |
| 1995–96      | Philadelphia Flyers | NHL          | 51  | 23            | 20            | 43            | 45            | 11            | 3  | 6        | 9        | 14       |          |          |
| 1996–97      | Philadelphia Flyers | NHL          | 77  | 22            | 37            | 59            | 65            | 18            | 5  | 6        | 11       | 4        |          |          |
| 1997–98      | Tampa Bay Lightning | NHL          | 68  | 16            | 22            | 38            | 34            | —             | —  | —        | —        | —        |          |          |
| 1998–99      | Tampa Bay Lightning | NHL          | 20  | 4             | 8             | 12            | 4             | —             | —  | —        | —        | —        |          |          |
| 1998–99      | Philadelphia Flyers | NHL          | 46  | 11            | 15            | 26            | 14            | 6             | 0  | 0        | 0        | 0        |          |          |
| 1999–00      | Philadelphia Flyers | NHL          | 62  | 8             | 21            | 29            | 30            | —             | —  | —        | —        | —        |          |          |
| 1999–00      | Phoenix Coyotes     | NHL          | 10  | 2             | 4             | 6             | 2             | 5             | 1  | 2        | 3        | 4        |          |          |
| 2000–01      | Luleå HF            | SEL          | 48  | 22            | 32            | 54            | 36            | 11            | 6  | 5        | 11       | 35       |          |          |
| 2001–02      | Toronto Maple Leafs | NHL          | 71  | 14            | 38            | 52            | 36            | 3             | 0  | 0        | 0        | 2        |          |          |
| 2002–03      | Toronto Maple Leafs | NHL          | 67  | 14            | 21            | 35            | 36            | 7             | 1  | 0        | 1        | 8        |          |          |
| 2003–04      | Toronto Maple Leafs | NHL          | 59  | 12            | 13            | 25            | 50            | 2             | 0  | 0        | 0        | 4        |          |          |
| 2004–05      | Luleå HF            | SEL          | 22  | 6             | 5             | 11            | 16            | —             | —  | —        | —        | —        |          |          |
| 2005–06      | Luleå HF            | SEL          | 44  | 15            | 19            | 34            | 32            | 5             | 0  | 0        | 0        | 10       |          |          |
| 2006–07      | Luleå HF            | SEL          | 48  | 18            | 32            | 50            | 34            | —             | —  | —        | —        | —        |          |          |
| 2007–08      | Skellefteå AIK      | SEL          | 41  | 13            | 20            | 33            | 30            | 5             | 0  | 1        | 1        | 4        |          |          |
| 2008–09      | Skellefteå AIK      | SEL          | 21  | 3             | 3             | 6             | 16            | 11            | 0  | 0        | 0        | 2        |          |          |
| Celkem v SEL | Celkem v SEL        | Celkem v SEL | 342 | 125           | 149           | 274           | 273           | 54            | 11 | 14       | 25       | 59       |          |          |
| Celkem v NHL | Celkem v NHL        | Celkem v NHL | 661 | 190           | 274           | 464           | 372           | 67            | 16 | 21       | 37       | 42       |          |          |

## Reprezentace
| Rok                       | Tým                       | Soutěž                    | Z  | G  | A  | B  | TM |
| ------------------------- | ------------------------- | ------------------------- | -- | -- | -- | -- | -- |
| 1990                      | Švédsko 18                | MEJ                       | 6  | 7  | 1  | 8  | 6  |
| 1992                      | Švédsko 20                | MSJ                       | 7  | 6  | 4  | 10 | 8  |
| 1993                      | Švédsko                   | MS                        | 8  | 5  | 3  | 8  | 6  |
| 1998                      | Švédsko                   | OH                        | 4  | 1  | 2  | 3  | 4  |
| 1998                      | Švédsko                   | MS                        | 10 | 5  | 3  | 8  | 6  |
| 2001                      | Švédsko                   | MS                        | 9  | 4  | 3  | 7  | 6  |
| 2002                      | Švédsko                   | OH                        | 4  | 1  | 0  | 1  | 4  |
| 2003                      | Švédsko                   | MS                        | 9  | 1  | 4  | 5  | 8  |
| Juniorská kariéra celkově | Juniorská kariéra celkově | Juniorská kariéra celkově | 13 | 13 | 5  | 18 | 14 |
| Seniorská kariéra celkově | Seniorská kariéra celkově | Seniorská kariéra celkově | 44 | 17 | 15 | 32 | 34 |